# A Hawk and a Hacksaw
A Hawk and a Hacksaw — музыкальная группа, исполняющая этническую музыку, соединяющую мотивы балканской, цыганской, венгерской, румынской, греческой, турецкой и другой народной музыки Юго-Восточной Европы с элементами мексиканских мариачи в аранжировке. Ядро группы составляют Джереми Барнс, играющий на аккордеоне, ударных, фортепьяно и других инструментах и Хизер Трост, играющая на скрипке и альте. Место основания — город Альбукерке штата Нью-Мексико в США.

## История группы
Первый, одноименный альбом, группа выпустила в 2002 году, второй, «Darkness at Noon» в 2004-м, который был записан в Чехии, Англии и США. Именно во время записи второго альбома Джереми Барнс встретил и познакомился с Хизер Трост. В 2005 году Барнс и Трост совместно с Заком Кондоном из группы Beirut записали музыкальный альбом «Gulag Orkestar». Третий диск группы — «The Way the Wind Blows» был выпущен в 2006 году и был частично записан в маленькой румынской деревне жудеца Яссы, при поддержке румынской группы Fanfare Ciocărlia, играющей на медных духовых инструментах. В 2007 году группа A Hawk and a Hacksaw была удостоена гранта одного из отделений художественного совета Великобритании, что позволило им совершить тур по Англии совместно с венгерским фольклорным ансамблем The Hun Hangár Ensemble. После тура Барнс и Трост уехали в Венгрию и остались в Будапеште на 2 года. Альбом «Délivrance» был выпущен в столице Венгрии в 2009 году вместе с некоторыми из лучших исполнителей народной венгерской музыки. Пятый альбом, «Cervantine», был записан в феврале 2011 года.
Название группы переводится как «Ястреб и ножовка» и имеет непонятное происхождение. Возможно, оно ссылается на книгу Мигеля де Сервантеса «Дон Кихот», написанную в 1604 году. Или исходит из «Гамлета» Вильяма Шекспира, вероятно, написанного в 1600-м; «I am but mad north-north-west: when the wind is southerly I know a hawk from a handsaw». В английском же переводе Дон Кихота гласит: «...therefore, let every man lay his hand upon his heart and not pretend to mistake an hawk for a handsaw; for, we are all as God made us, and many of us much worse».

## Дискография
- A Hawk and a Hacksaw — 2002 год;
- Darkness at Noon — 2005 год;
- The Way the Wind Blows — 2006 год;
- A Hawk and a Hacksaw and the Hun Hangár Ensemble — 2007 год, записан совместно с музыкантами из Венгрии;
- Foni Tu Argile — 2009 год, сингл;
- Délivrance — 2009 год;
- Cervantine — 2011 год;
- You have Already Gone to the Other World — 2013 год;
- Forest Bathing — 2018 год.